# 발투르낭시
발투르낭시(프랑스어: Valtournenche[valtuʁnɑ̃ʃ], 현지 발도탱 : Vótornéntse)는 해발 1,500m 높이의 이탈리아 북서부 발레다오스타주에 있는 마을이자, 코무네이다. 샤티용에서 마터호른까지 도라발테아강의 왼쪽 대부분을 차지하고 발투르낭시 계곡의 이름을 따서 명명되었다. 발투르낭시는 체르비니아와 가까우며, 겨울에는 두 마을이 스키 슬로프와도 연결된다. 사실, 이 지역들 모두 스위스 체르마트와 같은 스키 리조트의 일부이다.
이곳은 이탈리아에서 등반가들의 요람으로 간주된다. 이곳에서 약 12km 떨어진 마테호른으로의 탐험이 19세기에 시작되었다. 브로이유-체르비니아의 휴양지(2,003m)도 발투르낭시에 속하며, 오늘날에도 이곳에서 이탈리아 남쪽에서 마테호른 등반을 시작한다.
1939년부터 1946년까지 이곳은 이탈리아어로 발토르넨차(Valtornenza)라는 이름을 사용했다.

## 갤러리

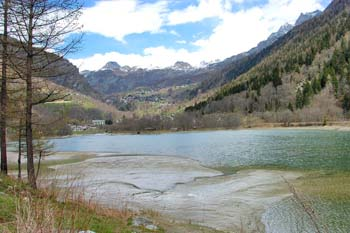
마옌호
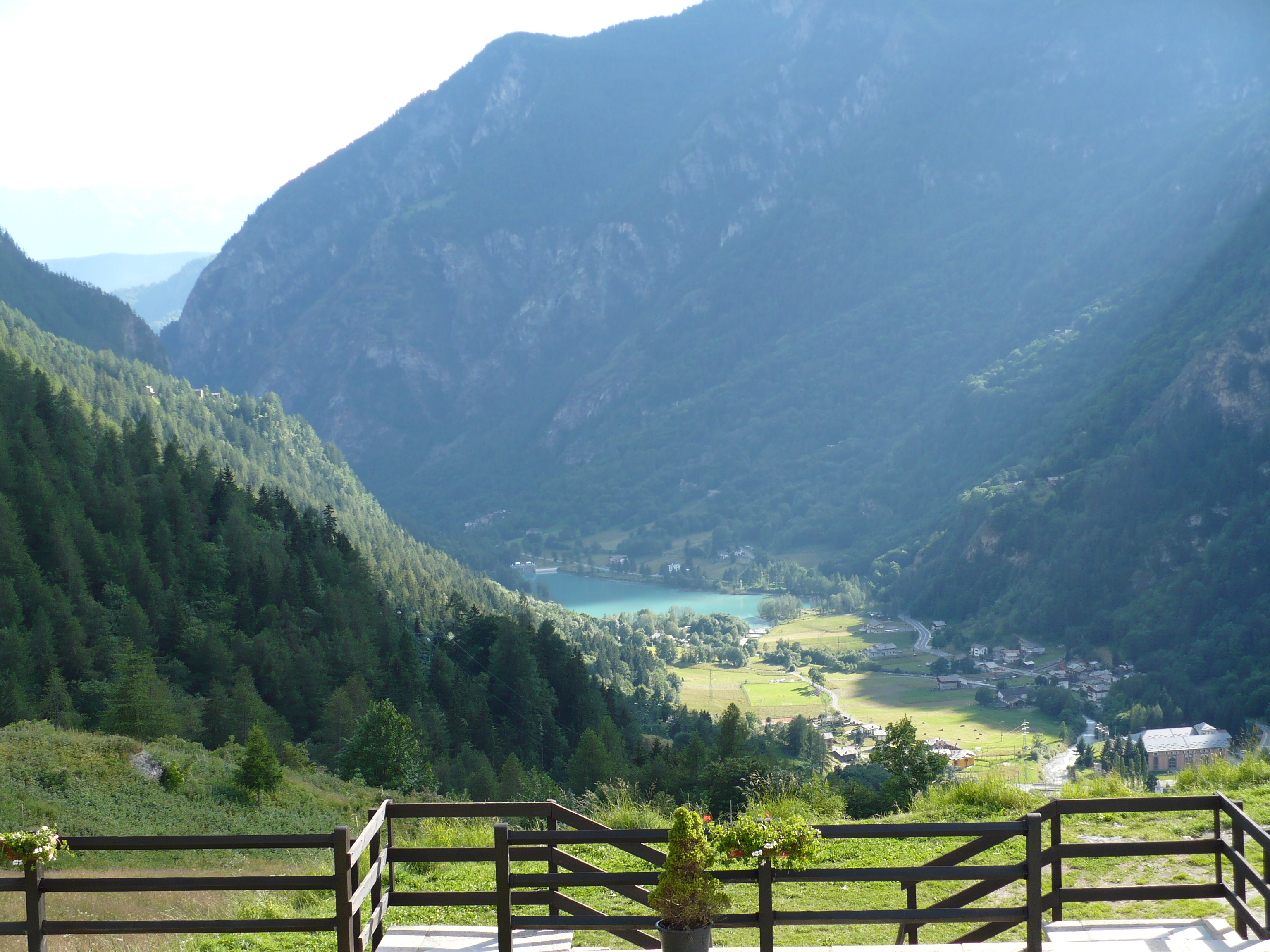
파퀴에에서 본 마옌호